# Мещеряков, Александр Николаевич (историк)
Алекса́ндр Никола́евич Мещеряко́в (род. 1951) — советский и российский историк, японист, переводчик, литератор, доктор исторических наук, кавалер японского ордена Восходящего солнца.

## Биография
Окончил Институт стран Азии и Африки при МГУ (1973). После защиты кандидатской диссертации «Социально-политическая борьба в Японии VI-VIII вв. и отношения между буддизмом и синтоизмом» (1979) более двух десятилетий работал в Институте востоковедения РАН. В 1991 году защитил докторскую диссертацию «Древняя Япония: культура и текст». С 2002 года — ведущий научный сотрудник, затем профессор Института восточных культур и античности РГГУ. Возглавлял Межрегиональную общественную организацию «Ассоциация японоведов» (декабрь 2003 — март 2008), журнал «Япония. Путь кисти и меча». Член редакционного совета журнала «Восточная коллекция». Автор около 300 публикаций.
Помимо научных трудов опубликовал также три книги стихов и три книги прозы. В переводах Мещерякова на русский язык изданы сочинения Мурасаки Сикибу, Ёсиды Канэёси, Синтаро Исихары, Ясунари Кавабаты и других.

## Награды
- За книгу «Император Мэйдзи и его Япония» получил премию «Просветитель» за 2012 год в области гуманитарных наук[2].
- Почётная грамота Министерства иностранных дел Японии (2015) за «выдающиеся заслуги А. Н. Мещерякова в исследовании и переводе японской словесности, его вклад в укрепление дружбы и взаимопонимания народов Японии и России»[3].
- За вклад в содействие академическому обмену и взаимопониманию между Японией и Россией в 2020 году награжден императорским орденом Восходящего солнца с золотыми лучами на шейной ленте[4].

## Основные работы
- Японские легенды о чудесах. IX—XI вв. — М.: Наука, 1984. — 183 с.
- Древняя Япония: буддизм и синтоизм. Проблема синкретизма. — М.: Наука, 1987. — 190 с.
- Герои, творцы и хранители японской старины. — М.: Наука, 1988. — 233 с.
- Линия жизни. — М.: Восточная литература, 1990. — 247 с.
- Древняя Япония: культура и текст. — М.: Наука, 1991. — 223 с.
  - Древняя Япония: культура и текст. — СПб.: Гиперион, 2006. — 318 с.
- За нами — только мы. — СПб.: Гиперион, 1995. — 287 с.
- Книга японских обыкновений. — М.: Наталис, 1999. — 399 с.
  - Книга японских обыкновений. — М.: Наталис — Рипол классик, 2006. — 399 с.
- мещеряков@япония.ru. — СПб.: «Гиперион»-«Академический проект», 2001. — 350 с.
- Мещеряков А. Н., Грачёв М. В. История древней Японии. — М.: Наталис, 2002. — 552 с.
  - Мещеряков А. Н., Грачёв М. В. История древней Японии. — М.: Наталис, 2003. — 552 с.
  - Мещеряков А. Н., Грачёв М. В. История древней Японии. — М.: Наталис, 2010. — 544 с.
- Ермакова Е. М., Комаровский Г. Е., Мещеряков А. Н. Синто — путь японских богов. В 2 т. — СПб., 2002.
- Книга японских символов. — М.: Наталис, 2003. — 556 с.
  - Книга японских символов. — М.: Наталис — Рипол классик, 2004. — 556 с.
  - Книга японских символов. — М.: Наталис, 2007. — 556 с.
  - Книга японских символов. — М.: Наталис, 2008. — 556 с.
- Японский император и русский царь. Элементная база. — М.: Наталис, 2003. — 256 с.
- Японский тэнно и русский царь: формирование модели управления. — М.: Гуманитарий, 2004. — 101 с.
- Летопись. Роман-путеводитель по Кремлю и окружающей его вселенной. — М.: Рипол классик, 2006. — 318 с.
- Император Мэйдзи и его Япония. — М.: Наталис — Рипол классик, 2006. — 736 с.
  - Император Мэйдзи и его Япония. — М.: Наталис, 2009. — 736 с.
- Быть японцем. История, поэтика и сценография японского тоталитаризма. — М.: Наталис, 2009. — 591 с.
- Мещеряков А. Н., Симонова-Гудзенко Е. К., Ермакова Л. М., Родин С. А., Полхов С. А. Синто: память культуры и живая вера. — М.: АИРО-XXI, 2012.
- А. Н. Мещеряков. Стать японцем. — М.: Эксмо, 2012. — 432 с. — (Восток: прошлое, настоящее, будущее). — ISBN 978-5-699-52634-5.
  - А. Н. Мещеряков. Стать японцем. Топография тела и его приключения. — М.: Наталис, 2014. — 432 с. — (Восточная коллекция). — 1500 экз. — ISBN 978-5-8062-0338-1.